# Интеллектуальные уловки: критика современной философии постмодерна
Интеллектуальные уловки: критика современной философии постмодерна (фр. Impostures Intellectuelles, англ. Intellectual Impostures и Fashionable Nonsense: Postmodern Intellectuals' Abuse of Science) — книга Ж. Брикмона и А. Сокала, увидевшая свет в 1997 году на французском языке и в 1998 году на английском. В книге критически рассматриваются фрагменты сочинений современных французских мыслителей-постмодернистов: Ж. Делёза, Ж. Деррида, Ж. Бодрийяра, Ж. Лакана и других, — затрагивающие вопросы математики и естественных наук или использующие терминологию этих дисциплин.

## Содержание
Авторы поставили себе цель привлечь внимание к уловкам и злоупотреблению терминами, по их мнению, характерным для цитируемых мыслителей. По их мнению, демонстрация несостоятельности рассуждений того или иного автора, касающихся нефилософских проблем, но легко поддающихся проверке, ставит под сомнение и прочее содержание обсуждаемых произведений.

## Отзывы и критика
Книга Ж. Брикмона и А. Сокала была встречена положительным отзывом Р. Докинза в журнале «Nature». В России о ней сходным образом отозвался С. П. Капица, написавший введение к русскоязычному изданию. 